# Осмиев, Хамзат Сосиевич
Хамзат Сосиевич Осми́ев (ингуш. Осменаькъан Сосе Хьамзат; 19 декабря 1909, Кантышево, Назрановский округ — 12 января 1981) — ингушский советский поэт, прозаик, журналист, переводчик, литературный критик, фольклорист, педагог. Классик ингушской литературы.

## Биография
Родился 19 декабря 1909 года в селении Кантышево Назрановского округа. Сначала учился в местном медресе, но перевёлся в светскую школу в 1922 году. В 1924 году Осмиев был среди первых студентов, поступивших на подготовительное отделение Ингушского педагогического техникума. Вместе с ним в техникуме учились будущие известные ингушские писатели и общественные деятели: И. М. Базоркин, Б. Х. Зязиков, С. Х. Плиев, Х.-Б. Ш. Муталиев, А. М. Газдиев и др. Его учителями были преподаватель русской литературы В. К. Абрамова и преподаватель ингушского языка, поэт Т. Д. Беков, что и определило его будущую профессию: в 1925 году он начал работу в открывшейся за два года до этого газете «Сердало». В 1929 году он окончил Ингушский педагогический техникум, после чего стал работать ответственным секретарём газеты «Сердало».
В 1928 году Осмиев был делегатом IV Всесоюзного съезда рабселькоров в Москве. Там он прочитал публицистику известных деятелей того времени М. И. Калинина, К. Е. Ворошилова, Н. К. Крупской, А. В. Луначарского, Е. М. Ярославского, писателей и журналистов М. Е. Кольцова, А. И. Безыменского, А. А. Жарова, а сам участвовал в полемике по основному докладу «Текущий политический момент и задачи рабселькоров». В 1929—1932 годах писатель работал в качестве специального корреспондента Северокавказского краевого бюро РОСТа и ТАСС по Ингушской автономной области. По словам литературоведа Я. С. Патиева, Осмиев, будучи одним из лучших и перспективных журналистов, в 1933 году был избран делегатом Северокавказского краевого съезда рабселькоров в городе Ростове‑на‑Дону.
С октября 1931 по 1933 года Осмиев работал заведующим заочного отделения и преподавателем ингушского языка в Ингушском педагогическом техникуме. С января 1933 по август 1936 года он был заведующим Галашкинского районного отделения народного образования, после чего до начала Великой Отечественной войны работал учителем и завучем Кантышевской семилетней школы, а до февраля 1942 года — заведующим сектором литературы Чечено‑Ингушского научно‑исследовательского института истории, языка и литературы. С февраля 1942 по февраль 1944 года Осмиев работал преподавателем и завучем Чечено‑Ингушского педагогического училища № 2. Он также занимался сбором и систематизацией ингушского фольклора. Совместно с писателем Х.-Б. Ш. Муталиевым он в 1940 году издал I-й том ингушского фольклора. Данный том содержал в себе нартские сказания, героические и бытовые сказки, притчи, историко-героические и лирические песни, которые имели паспортные данные.
В 1944 году писатель был вместе со своим народом депортирован в Казахскую ССР, где с сентября 1944 по август 1956 года работал учителем в средней школе Северо‑Казахстанской области. С наступлением «оттепели» в общественно-политической жизни страны ингушские литераторы, как и Осмиев получили возможность издавать свои произведения. С октября 1956 по май 1957 года он работал литературным консультантом по ингушской литературе при Союзе писателей Казахстана.
Осмиев вернулся на родину в 1957 году, после чего он работал переводчиком, литературным сотрудником и ответственным секретарем газеты «Сердало» с июня 1957 по 1964 год. Писатель известен и как автор школьных учебников и хрестоматий по ингушской литературе. Умер 12 января 1981 года.

## Творчество

### Становление. Первые произведения
По мнению литературоведов Д. Д. Мальсагова и Б. Х. Зязикова, Осмиев, вместе с А. И. и С. И. Озиевыми, Х.-Б. Ш. Муталиевым, И. М. Базоркиным, являлся «зачинателем второго этапа в развитии ингушской художественной литературы». Он начал своё творчество с рабселькоровских заметок и небольших газетных статей. Затем писатель перешёл к художественной прозе.
Его первым художественным произведением является опубликованный в газете «Сердало» в 1925 году очерк «7 дней борьбы», где рассказывается о походе деникинцев на селение Кантышево. Той же теме посвящён рассказ (или маленькая повесть) «За власть Советов». Литературовед И. А. Дахкильгов считал, что 19-летний Осмиев «не справился с большой задачей», на что, по его мнению, видно в «композиционной рыхлости» произведения и «маломотивированности и зачастой ненатуральности» речи и поступков героев. Исследователь считал, что молодой ещё писатель сделал произведение «во многом наивным». Вместе с тем, Дахкильгов указывал на ряд особенностей рассказа, которые, по его мнению, свидетельствовали о литературных способностях Осмиева. Это, по его мнению, видно в «рельефно-выпуклой обрисовке деталей», попытке автора анализировать психическое состояния героев и «общеэмоционально» описать события произведения. Исследователь считал, что умение автора ощущать «реалистичность не в строгой документальности и изложении событий так, как они происходили, а в художественной переработке и типизации их» «не всегда так просто осознавалось начинающими писателями». Д. Д. Мальсагов и Б. Х. Зязиков считали, что в рассказе присутствуют «увлекательные сцены борьбы партизан-ингушей» за Октябрьскую революцию.
В 1927 году Осмиев, как и другие студенты Ингушского педагогического техникума, стал издавать свои произведения в основанном ими рукописном журнале «Красные ростки». В 1928 году в газете «Сердало» была издана написанная им в соавторстве с Б. Х. Зязиковым маленькая повесть «Отцы и дети», в которой противопоставляются отцы — приверженцы адата с детьми, выступающие в борьбу с ними.
Рассказ «От тьмы к свету» (1927) посвящён вопросу медресе в Ингушетии. Писатель противопоставляет им советскую школу, описывая первых «полутёмными и сырыми помещениями», где сидящие на полу ученики-дети «бессмысленно зазубривают» арабские тексты, а их наставник — «жестокий» и «невежественный» с хворостинкой в руке, который «беспощадно избивает детей». Из-за этого, в рассказе дети бегут из медресе в советскую школу.
Д. Д. Мальсагов и Б. Х. Зязиков считали рассказы Осмиева «незрелыми», что, по их мнению, главным образом видно в том, что он нередко менял описание конкретных лиц в действии авторскими рассуждениями, а также видно в ещё не отработанном языке и не всегда выдержанной сюжетной линией рассказов.

### «Темарко», «Фадиман»
В 1930—1934-е годы, в соавторстве Х.-Б. Ш. Муталиевым и М. М. Мальсаговым, Осмиев писал художественные фельетоны под общим названием «Темарко», в которых высмеивалось то, что для новой социалистической деятельности считалось чуждым. Они писали от имени вымышленного Темарко, которого Д. Д. Мальсагов и Б. Х. Зязиков определили как «умного, наблюдательного старика с сатирическим складом ума». Из-за того, что в нём иногда чувствовалось приверженность к «старым взглядам», это, по мнению исследователей, делало его образ «живым, убедительным, а его сарказм — сильным и доходчивым». Читатели фельетонов Темарко приходили к выводу: «Почему же то, что так ясно старику, над чем он так сильно смеется, допускается серьёзными работниками наших советских учреждений?». Как отмечали Мальсагов и Зязиков, фельетоны снискали значительный успех. Нередко читатели газеты «Сердало» задавались вопросом:
«Есть ли Темарко? Что он нам скажет сегодня?». По мнению исследователей, в некоторой степени он напоминал «директора пробирной палаты» Козьму Пруткова: их объединяло то, что оба были придуманы авторскими коллективами и говорили от своего имени, но разделяло то, что от имени Темарко создавались только фельетоны и, что он, несмотря на его определенную наивность, являлся положительным персонажем, в то время как Прутков был отрицательным. Мальсагов и Зязиков считали фельетоны Осмиева лаконичными и конкретными. «До сих пор не было даже попытки собрать лучшие его фельетоны», — вспоминали с сожалением в 1963 году исследователи.
По мнению Д. Д. Мальсагова и Б. Х. Зязикова, новый этап в развитии художественной прозы Осмиева начался в 1932 году, когда он написал и издал рассказ «Фадиман», являющиеся произведением социалистического реализма. В нём рассказывается о девушке Фадиман, которая отказывается за большой калым выйти замуж за старика и уезжает учиться в город. По мнению литературоведов, рассказ хорош в том, что в ней поднята актуальная тема, «зовущая читателя вперед». Нужна борьба за «новое» в жизни ингушского села и горянки, — говорится в рассказе. В рассказе выражается уверенность, что в этой борьбе будет одержана победа. По мнению Мальсагова и Зязикова, Осмиев смог донести до читателя мысль о том, что каждой горянке надо следовать примеру Фадиман, хотя необязательно быть незаурядной. Каждому советскому человеку открыта «дорога к свободе и творческой счастливой жизни» — так передал свою мысль автор. Литературоведы отмечали и недостатки рассказа: отдельные длинноты, несколько тяжеловесный стиль, не совсем удачные сравнения и невыразительные эпитеты, а также то, что автор чересчур часто и без особой нужды возвращался к описанию природы.
В рассказе «Учительница» повествуется о русском педагоге, который стремится обучить ингушских детей. По мнению Д. Д. Мальсагова и Б. Х. Зязикова, содержание рассказа простое, а автор сумел показать то, как обычная учительница смогла найти общий язык с учениками и своими коллегами. Литературоведы оценивали язык рассказа более совершенным. Они также считали, что Осмиев «стал скупее на слова», он не добавлял ненужных повторов и неоправданного нарушения обычного порядка слов в предложении. В целом, по мнению Мальсагова и Зязикова, автор смог создать «образ сердечной, но требовательной, умной русской учительницы».

### В военные годы (1941—1944)
С началом Великой Отечественной войны Осмиев писал очерки, которыми он призывал на бой с фашизмом (художественный очерк «За Родину», рассказ «Звери» и другие).

### После депортации (1957—1981)
Благодаря XX съезду КПСС были восстановлены права ингушей, чеченцев и других репрессированных народов СССР, из-за чего ингушские писатели постепенно начали возвращаться к литературной работе. На страницах газеты «Знамя труда» (1956—58) издавались, наряду с чеченскими писателями, и ингушские писатели, в том числе Осмиев.
В 1956 году был издан рассказ Осмиева — «Золдусхан» о враче-горянки, которая описана автором внимательной, заботливой и принципиальной. При необходимости она, однако, проявляет твёрдость.
Я. С. Патиев считает, что некоторые произведения прозаических сборников Осмиева «отличаются своей внутренней поэтичностью».

## Переводческая работа
Осмиев перевёл на ингушский язык классику русской литературы: «Капитанская дочка» А. С. Пушкина, «Мать» и «Челкаш» А. М. Горького, «Ванька» А. П. Чехова и другие. Он также переводил произведения В. И. Ленина и партийные документы.

## Признание и память
Осмиев считается классиком ингушской литературы.
С. И. Озиев в связи с 50-летием Осмиева посвятил ему стихотворение «Хамзату». После его кончины в газете «Сердало» был опубликован его некролог. 18 декабря 2019 года в краеведческом музее Ингушетии проходила выставка к 110-летию писателя.
Награждён рядом государственных наград и грамот:
- Орден «Знак Почёта»[24]
- Медаль «За доблестный труд в Великой Отечественной войне 1941—1945 гг.»[24][5]
- Почётная грамота президиума Верховного Совета Чечено-Ингушской АССР[24]

### Комментарии
1. ↑  У литературоведа О. А. Мальсагова «Солсиевич»[2].
2. ↑  Дата и место записи, а также имя и дата рождения сказителя

### На ингушском
- Хь. С. Осмиев // «Сердало». — Грозный: Тип. «Грозненский рабочий», 1981. — 13 января (№ 6). — С. 4.